# Chorebus crassipes
Chorebus crassipes är en stekelart som först beskrevs av Stelfox 1954.  Chorebus crassipes ingår i släktet Chorebus och familjen bracksteklar. Inga underarter finns listade i Catalogue of Life.